# Bad Salzdetfurth
Bad Salzdetfurth (en allemand : /baːt zalt͡sˈdɛtfʊʁt/ ? Écouter [Fiche]) est une ville de Basse-Saxe en Allemagne.

## Quartiers
- Groß Düngen

## Personnalités liées à la ville
- Wilhelm Georg Dettmer (1808-1876), chanteur d'opéra né à Breinum.
- Ulrike Rosenbach (née à 1943), artiste né à Bad Salzdetfurth.